# Xukurús
Els xucurús són una ètnia indígena que actualment habita a la Serra do Ororubá, a 24 llogarets dels municipi de Pesqueira i Poção, estat de Pernambuco, Brasil i al barri Xucurus del poblat de Pesqueira. Se'ls denomina Xucurús do Ororubá per a distinguir-los dels Xucuru-Cariri d'Alagoas, dels Xucurú-Karirí de Pôrto Real do Colegio, Pernambuco, i de les tribus Xucurus da Paraíba o Sucurús, extintes o assimilades pel mestissatge.

## Població
Els xukurús viuen a la Serra do Ororubá, en 25 pobles, amb una població de 9.021 individus, segons dades de la Fundação Nacional de Saúde del 2006. La terra indígena, aprovada el 30/04/2001, ocupa una superfície de 27.555 hectàrees, de les quals 26.461,91 es troben al municipi de Pesqueira i 1.458,69 al municipi de Poção (Pernambuco). Allà, els indis desenvolupen activitats agrícoles i brodats d’estil renaixentista.

## Història
Pesqueira va tenir el seu origen a l'"aldeamiento" del poble indígena Xucurú promogut pels missioners de la Congregació de l'Oratori de Sant Felip Neri el 1671. En el segle xix el territori va ser progressivament ocupat per colons que en 1850 van sol·licitar la fi del aldeamiento, que va ser aprovat en 1879. A causa de conflictes de terra amb els hisendats i per sol·licitud dels indígenes, en 1954 va ser establert a la Serra do Ororubá un lloc de Servei del Protecció a l'Indi. Després de l'aprovació de la Constitució de 1988 els indígenes van lluitar pel reconeixement i la demarcació del seu territori. El 20 de maig de 1998 va ser assassinat el seu principal líder el cacic Xicão. En 2001 van ser homologades 27.555 hectàrees com a terra indígena xucuru.

## Ús extern del terme
El terme xukurú (o xucurú i shukurú) s'ha usat per a designar a diverses ètnies i llengües del NE del Brasil pel que el seu ús (igual que succeeix amb el terme xocó) és bastant confús.
Pròpiament el xukurú es refereix a una llengua que no està ben documentada i actualment extinta, pertanyia a la família de llengües karirí. La reducció de la població indígena del NE. del Brasil va fer que molts grups que es van fer inviables pel seu reduït número s'unissin altres grups majors d'etnicitats diferents. Fins i tot alguns grups es mestizaron en poblacions d'origen africà i europea. Els moderns Xucurú-Karirí sembla ser la unió de grups d'origen xukurú, karirí, tuxá i aconan (wakoná), que vivien en les proximitats de Pôrto Real do Colégio la fusió i la mestissa del qual és l'origen d'una identitat ètnica, designada com Xukurú-Karirí. Els actuals Xukurú-Karirí són descendents per tant de diversos grups indígenes de la zona, als quals es van ajuntar negres, mestissos i inclusos persones d'origen europeu. Cap a 1760, al llogaret de Pôrto Real do Colegio vivien Cropotó, Cariri, Aconans, Ceococes (probablement plural de Ciocó/Xokó) i Prakió.
L'estudi de Meader (1978) el treball de camp del qual es remunta a 1961 va recopilar algunes paraules recordades per alguns ancians xukurú-karirí, els qui en molts casos, barrejaven paraules de diverses llengües indígenes de la zona, que havien escoltat en la seva joventut.

## Referència
1. ↑  Rabben, Linda. Brazil's Indians and the Onslaught of Civilization: The Yanomami and the Kayapó.  Seattle, WA: University of Washington Press, 2004, p. 150. ISBN 978-0-295-80452-1.
2. ↑  Xucurú a terrasindigenas.org
3. ↑  Silva, Edson (2007) [Enllaç no actiu]; Tellus 7 (12): 89-112.
4. ↑  Hohenthal, Jr., W. D. 1954. Notes on the Shucurú Indians of Serra de Ararobá, Pernambuco, Brazil. Revista do Museu Paulista (Nova Série) 8. 93-164. São Paulo.
5. ↑  Fabre, Alain (2005) Diccionario etnolingüístico y guía bibliográfica de los pueblos indígenas sudamericanos. Entrada para: Xocó, Xucurú-Karirí y Carirí-Xocó
6. ↑  Mata, 1999